# Luchs (Schiff, 1929)
Die Luchs war ein Torpedoboot der Reichs- und Kriegsmarine und gehörte zur Raubtier-Klasse. Das Schiff diente zunächst als Ausbildungsschiff, später fuhr es Einsätze im Rahmen des Spanischen Bürgerkrieges. Im Zweiten Weltkrieg nahm die Luchs an diversen Mineneinsätzen in der Nordsee teil und wurde mit einer Vielzahl von Geleitschutz- und Sicherungsaufgaben betraut.
Die Luchs  sank am 26. Juli 1940 durch Torpedotreffer des britischen U-Bootes Thames in der Nordsee.

## Geschichte

### Bau
Das Torpedoboot wurde unter der Baunummer 111 gemeinsam mit der Tiger am 2. April 1927 bei der Reichsmarinewerft in Wilhelmshaven auf Kiel gelegt. Beide Boote liefen zusammen mit der Jaguar und der Leopard am 15. März 1928 vom Stapel. Die Taufrede für das Schiff hielt Vizeadmiral Iwan Oldekop. Die Taufe übernahm der letzte Kommandant des gleichnamigen Kanonenbootes Luchs, Kapitän zur See a. D. Max Thierichens. Die Fertigstellung des Bootes nahm ein Jahr in Anspruch.

### Indiensthaltung 1928 bis 1932
Nach ihrer Indienststellung am 15. April 1929 übernahm die Luchs die Rolle des ausgemusterten großen Torpedobootes V 3 bei der 3. Torpedoboot-Halbflottille. Nach diversen Probefahrten im Jahr 1929 nahm die Luchs vom 2. April bis 18. Juni 1930 an der Mittelmeerreise der Flotte und 1931 an der Sommerreise in norwegische Gewässer teil. Am 1. Oktober 1932 wurde die Luchs außer Dienst gestellt. Die Besatzung wechselte auf die Jaguar über.

### Indienststellung 1933 bis 1937
Am 5. Oktober 1933 wurde die Luchs wieder in Dienst gestellt und der 2. Torpedoboot-Halbflottille unterstellt. Zuvor hatte sie drei Schnellfeuergeschützen des Kalibers 12,7 cm L/45 anstelle der ursprünglichen 10,5-cm-Kanonen erhalten. Im Juli 1934 stattete die Besatzung des Bootes Wiborg (Finnland) einen Besuch ab. Am 1. Oktober 1935 wurde die 2. Torpedoboot-Halbflottille in 2. T-Flottille umbenannt, ohne dass sich an der Unterstellung der Luchs etwas änderte. Im Juli/August 1936 nahm die Luchs zusammen mit der Köln und drei weiteren Torpedobooten Kurs auf spanische Gewässer, wohin die Panzerschiffe Admiral Scheer und Deutschland bereits unterwegs waren. Dort war das Boot Teil der internationalen Seeblockade. Der Einsatz wurde im Oktober/November 1936 wiederholt. Anschließend wieder in Deutschland eingetroffen, wurde die Luchs als Ausbildungsboot genutzt und lag einige Zeit in einer Werft. Im Mai/Juni und noch einmal im Juli/September 1937 war die Luchs wieder in spanischen Gewässern tätig. Dort übernahm das Boot die Sicherung der Admiral Scheer beim Angriff auf Almería. Hintergrund war die vorherige Bombardierung der Deutschland durch republikanische Kräfte gewesen. Nach der Rückkehr nach Deutschland wurde die Luchs am 23. September 1937 außer Dienst gestellt.

### Indiensthaltung 1938 bis 1940
Die erneute Indienststellung der Luchs erfolgte am 16. Februar 1938. Das Boot diente als Ersatz für die Albatros in der Ausbildungsabteilung und kam kurze Zeit später zur 4. T-Flottille. Im Juni 1938 war das Torpedoboot noch einmal für wenige Wochen in spanischen Gewässern. Im Juli 1938 nahm sie am Flottentorpedoschießen in der Heimat sowie am 22. August an der anlässlich des Stapellaufs der Prinz Eugen stattfindenden Flottenparade vor dem ungarischen Staatsoberhaupt Miklós Horthy und Adolf Hitler teil. Auch während des Stapellaufs der Bismarck war das Boot anwesend. Zum 4. April 1939 wurden die 4. und die 6. T-Flottille zur (neuen) 6. T-Flottille zusammengelegt. In diesem Verband nahm die Luchs vor Ausbruch des Zweiten Weltkrieges an Überwachungsfahrten in der Ostsee teil. Nach Kriegsausbruch erfolgte die Verlegung des Boote in die Nordsee, wo die Luchs an defensiven Minenunternehmen sowie am Handelskrieg beteiligt war. Ferner nahm sie Sicherungs- und Geleitaufgaben wahr. Beim Unternehmen Weserübung gehörte die Luchs zur Schiffsgruppe 4 unter Kapitän zur See Friedrich Rieve auf der Karlsruhe. Dabei nahm das Boot an der Beschießung der Festung Odderoe am Morgen des 9. April 1940 teil. Anschließend lief die Luchs in den Hafen von Kristiansand ein. Eine Gegenwehr gab es nicht mehr. Noch am gleichen Tag liefen die Luchs, die Greif, die Seeadler und die Karlsruhe in Begleitung von sieben Schnellbooten wieder aus. Auf dem Rückmarsch nach Kiel erhielt der Kreuzer Karlsruhe durch das britische U-Boot Truant einen Torpedotreffer, der die gesamte Maschinenanlage und die Lenzpumpen außer Kraft setzte. Er bekam zügig Schlagseite, konnte nicht gehalten werden und ging 22.50 Uhr nach zwei Torpedofangschüssen durch die Greif unter. Die Luchs übernahm etwa 350 Mann der Besatzung und lief nach der erfolglosen Wasserbombenverfolgung des U-Bootes Richtung Kiel weiter. Am 11. April lief die Luchs in das Seegebiet vor Skagen aus, um den infolge eines Torpedotreffers manövrierunfähigen Kreuzer Lützow zu decken. Im Großen Belt ortete die Lützow ein britisches U-Boot. Die Luchs warf daraufhin erfolglos Wasserbomben. Nach dem Erreichen von Kiel ging das Boot an die Werft, um bei einer Kollision mit UJ 2117 am 12. April entstandene Schäden reparieren zu lassen.

### Verbleib
Am 26. Juli 1940 gehörte die Luchs neben der Iltis, Jaguar, Kondor und anderen Torpedobooten zum Geleitschutz für die von Trondheim nach Deutschland laufende Gneisenau. An diesem Tag hatte die deutsche Luftaufklärung ein feindliches U-Boot gemeldet. Der Schiffsverband ignorierte jedoch diese Meldung und umfuhr das gefährdete Seegebiet nicht. So schoss das britische U-Boot Thames nach Sichtung des Verbandes in der Gegend um 60° N 4° O einen Torpedo auf die Gneisenau ab, traf jedoch die in derselben Schusslinie fahrende Luchs um 15.47 Uhr in der Höhe ihrer Kesselräume. Die Luchs explodierte und zerbrach in zwei Teile. Das Achterschiff sank binnen einer Minute mit sich noch drehenden Schrauben; das Vorschiff versank zwei Minuten später. Von den 155 Mann Besatzung konnten 53 von Iltis und Jaguar gerettet werden. Das angreifende britische U-Boot wurde ebenfalls versenkt.

## Kommandanten
| 15. April bis September 1929         | Kapitänleutnant Günther Schubert      |
| September 1929 bis September 1931    | Kapitänleutnant Erich Schulte Mönting |
| September 1931 bis 1. Oktober 1932   | Oberleutnant zur See Gottfried Pönitz |
| 5. Oktober 1933 bis September 1935   | Kapitänleutnant Hans Oels             |
| September 1935 bis Dezember 1936     | Kapitänleutnant Friedrich Kothe       |
| Dezember 1936 bis 23. September 1937 | Kapitänleutnant Hans Marks            |
| 16. Februar bis März 1938            | Kapitänleutnant Heinrich Wittig       |
| März 1938 bis Oktober 1939           | Kapitänleutnant Eckart Prölß          |
| Oktober 1939 bis 26. Juli 1940       | Kapitänleutnant Karl Kaßbaum          |